# Hideaki Mori
Hideaki Mori (Nagasaki, 16 oktober 1972) is een voormalig Japans voetballer.

## Carrière
Hideaki Mori speelde tussen 1991 en 2003 voor Sanfrecce Hiroshima, Avispa Fukuoka en Consadole Sapporo.